# Pseudognaphalium ehrenbergianum
Pseudognaphalium ehrenbergianum là một loài thực vật có hoa trong họ Cúc. Loài này được (Sch.Bip.ex Klatt) G.L.Nesom miêu tả khoa học đầu tiên.